# Fritz Gerlich Preis

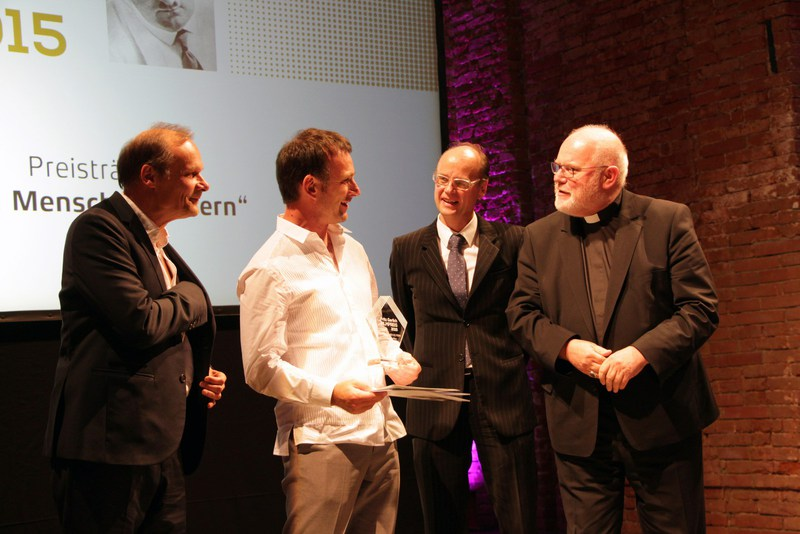
Verleihung des Fritz-Gerlich-Filmpreises 2015

Der Fritz Gerlich Preis (vormals Fritz-Gerlich-Filmpreis) wird seit 2012 jährlich im Rahmen des Filmfests München an ein Werk des zeitgenössischen Spiel- und Dokumentarfilms verliehen. Der Preis wurde von der TELLUX-Beteiligungsgesellschaft mbH in München gestiftet und ist mit 10.000 Euro dotiert. Nominiert werden Werke, die sich  für die Menschenwürde und gegen alle Formen des totalitären Machtmissbrauchs, der Verfolgung und Erniedrigung einsetzen.

## Namensgeber
Namensgeber ist der Münchner Publizist Fritz Gerlich. Gerlich war Herausgeber der Zeitschrift „Der gerade Weg“ und als katholischer Christ erklärter Gegner des Nationalsozialismus. Er wurde 1934 im Alter von 51 Jahren im KZ Dachau ermordet.

## Preisträger
Mit dem Fritz Gerlich Preis wurden bisher ausgezeichnet:
- 2012: Philip Scheffner mit Revision
- 2013: Haifaa Al Mansour mit Das Mädchen Wadjda
- 2014: Erik Poppe mit Tausendmal gute Nacht (Tusen ganger god natt)
- 2015: David Oelhoffen mit Den Menschen so fern (Loin des hommes)
- 2016: Lola Doillon mit Fannys Reise (Le Voyage de Fanny)
- 2017: Mijke de Jong mit Layla M. und Matthew Heineman mit City of Ghosts
- 2018: Talal Derki mit Of Fathers and Sons – Die Kinder des Kalifats
- 2019: Roberto Minervini mit What You Gonna Do When the World’s on Fire?
- 2021: Celine Held und Logan George mit Topside
- 2022: Stefan Sarazin und Peter Keller mit Nicht ganz koscher
- 2023: Malou Reymann mit Unruly
- 2024: Guy Nattiv und Zar Amir Ebrahimi mit Tatami[2]
- 2025: Nadia Fall mit BRIDES

## Propeller Preis
Seit 2023 wird zusätzlich der Propeller Preis an Studierende der Hochschule für Fernsehen und Film München verliehen für Formate, die sich im Geiste von Fritz Gerlich gesellschaftlich relevanten Themen widmen. Gesucht werden dabei innovative Young-Adult-Formate, die schwerpunktmäßig ein junges Publikum unter 35 Jahren ansprechen.

## Transmedia Preis
Von 2014 bis 2019 wurde zugleich mit dem Fritz Gerlich Preis alljährlich der Transmedia Preis für crossmediale oder transmediale Formate verliehen.